# ダニエル・スコット・ラモント

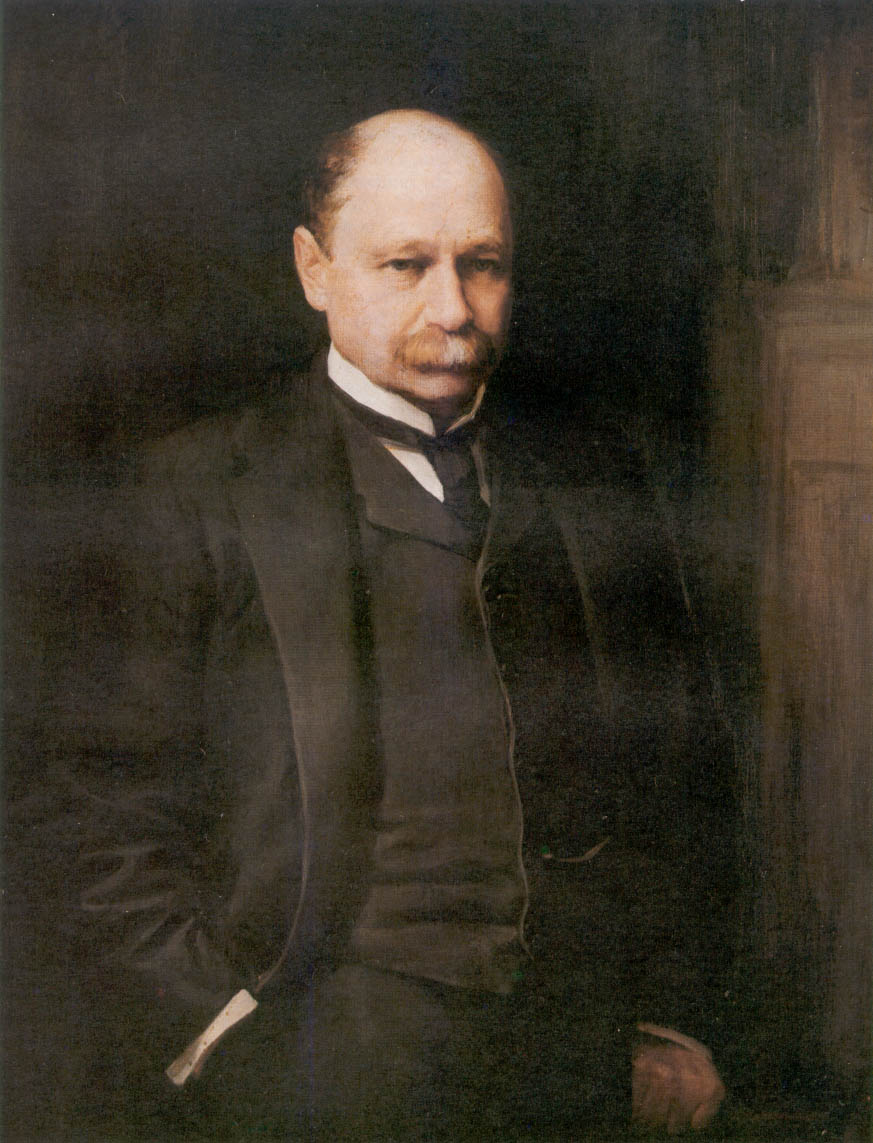
ダニエル・スコット・ラモント

ダニエル・スコット・ラモント（Daniel Scott Lamont, 1851年2月9日 - 1905年7月23日）は、アメリカ合衆国の政治家。第2次グロバー・クリーブランド政権において第39代アメリカ合衆国陸軍長官を務めた。

## 生涯
1851年2月9日、ラモントはニューヨーク州コートランド郡マグロウの富裕な農場において誕生した。ラモントはニューヨーク・セントラル・アカデミーで教育を受け、スケネクタディのユニオン大学へ進んだ。ラモントはデルタ・ウプシロンに所属したが、ジャーナリストを志望し、早期に大学を退学した。
1872年、ラモントは州都オールバニで雑誌社の総務として就職した。またラモントは、民主党中央委員会の事務員となった。ラモントは1875年から1882年までニューヨーク州州務省で首席事務官を務めた。
1883年、ラモントは友人ダニエル・マニングの仲介により、ニューヨーク州知事グロバー・クリーブランドのスタッフとなった。ラモントはクリーブランドの演説原稿の起稿などの作業を任された。同年、ラモントは州軍事長官となり、クリーブランドが州知事を退任する1885年まで同職を務めた。ラモントはまた、1889年にウィリアム・コリンズ・ホイットニーの下で投機事業に参加した。
ラモントは1893年3月5日から1897年3月5日まで、グロバー・クリーブランド大統領の下で陸軍長官を務めた。ラモントは在任中、軍の強化と近代化のため、歩兵連隊3隊からなる連隊の導入を推し進めた。またラモントは、軍の記録を保管するための公文書館の建設を進め、議会に対してはアンティータムの戦い跡地を重要戦場の1つとして指定するよう要求した。
陸軍長官退任後、ラモントは1898年から1904年までノーザンパシフィック鉄道副社長を務めた。ラモントはまた、複数の銀行・商社で取締役を務めた。1905年7月23日、ラモントはニューヨーク州ミルブルックにおいて死去した。ラモントの遺体は、ニューヨーク州ブロンクス区のウッドローン墓地に埋葬された。

## 家族
ダニエル・ラモントの父親はジョン・B・ラモント (John B. Lamont, 1825-1894)、母親はエリザベス・スコット (Elizabeth Scott, 1827-1908) であった。
ラモントはジュリア・エッタ・キニー (Julia Etta Kinney, 1854-1917) と結婚した。2人の間には以下の子供が生まれた。
1. エリザベス・ラモント (Elizabeth Lamont, 1882-1958)
2. ジュリア・キニー・ラモント (Julia Kinney Lamont, 1883-1902)
3. キャサリン・ラモント (Katherine Lamont, 1887-1972)
4. フランシス・クリーヴランド・ラモント (Frances Cleveland Lamont, 1888-1921)